# Messe Berlin
La Messegelände (recinto ferial en alemán), popularmente conocido como Messe Berlin, es un centro de exposiciones destinado para la celebración de ferias de diversos tipos, ubicado en el distrito de Charlottenburg-Wilmersdorf de Berlín, capital de Alemania. Desde 2011 se le conoce internacionalmente como Berlin ExpoCenter City, operada por la compañía Messe Berlin GmbH. Dentro de las dependencias también se ubica la Torre de radio de Berlín.

## Historia
A partir de 1924, el lugar fue la sede anual de la "Große Deutsche Funkausstellung" (Gran Exposición Alemana de Radio), en cuyo marco se erigió la torre de radio de Berlín en 1926. El gran pabellón de exposiciones de madera, que también contenía equipos de transmisión para la torre de radio, se quemó en 1935. Esto hizo posible rediseñar el área.
Las instalaciones sucesoras fueron construidas entre 1936 y 1937, contando con 26 pabellones que abarcan 160 mil metros cuadrados, lo que lo convierte en uno de los más grandes del país y de Europa Central. Los salones están conectados a través de un puente con el Internationales Congress Centrum Berlin (ICC Berlin). En el sector sur se ubica el CityCube Berlin, un centro de conferencias y exposiciones inaugurado en 2014 construido sobre el terreno donde se encontraba anteriormente el Deutschlandhalle. En un principio, se le pensó dotar con su propia estación del Metro de Berlín (U-Bahn Berlin Messe), sin embargo, la obra fue paralizada y modificada para ser conservada como un paso subterráneo al establecimiento. 
El estilo arquitectónico del edificio principal, fue inspirado entre el neoclasicismo y el art déco propio de algunas edificaciones construidas siguiendo el modelo de la arquitectura de la Alemania nazi.
El recinto es un importante centro para la presentación de feria de muestras a nivel nacional e internacional, tales como la Semana Verde Internacional de Berlín, la Internationale Funkausstellung Berlin, InnoTrans, ITB Berlin y la Venus Berlin, donde se entregaba el Venus Award.